# برهاردتسل
برهاردتسل (به آلمانی: Eberhardzell) یک شهر در آلمان است که در Biberach واقع شده‌است. برهاردتسل ۴٬۰۳۶ نفر جمعیت دارد.